# Kiss of Death
Kiss of Death ist ein US-amerikanischer Thriller von Barbet Schroeder aus dem Jahr 1995. Er ist eine Neuverfilmung des 1947 produzierten Thrillers Der Todeskuß.

## Handlung
Der ehemalige Verbrecher Jimmy Kilmartin bekommt in einer Nacht Besuch von seinem Cousin Ronnie, der ihn inständig bittet, einen LKW mit gestohlenen Autos zu fahren, da ihm ein Fahrer fehlt und er Konsequenzen des Bandenchefs Little Junior befürchtet.  Jimmy willigt schließlich ein. Die Polizei stellt jedoch die Truppe, dabei wird der Polizist Calvin Hart angeschossen. Jimmy wird verhaftet und zu einer Gefängnisstrafe verurteilt.
Jimmy lehnt zunächst die Zusammenarbeit mit den Behörden ab, obwohl diese seine Freilassung beschleunigen könnten. Er willigt erst nach dem Unfalltod seiner Frau Bev ein. Sehr rasch fand er nämlich heraus, dass der Unfall bloß dadurch passieren konnte, weil sein Cousin seine Frau erst betrunken machte und sie dann über Nacht bei sich schlafen ließ. Als sie am frühen Morgen realisierte, was ihr widerfahren war, wollte sie, noch in betrunkenem Zustand, nach Hause fahren und starb bei einem Zusammenstoß mit einem LKW. So lieferte Jimmy Namen, ließ aber den Namen Ronnie bewusst weg, so dass die Gangster annehmen mussten, dass Ronnie ihr Verräter sei. Ronnie wird von Little Junior Brown zu Tode geprügelt.
Nach drei Jahren kommt Jimmy raus und wird im Auftrag der Polizei in die Bande um den Gangsterboss Little Junior Brown eingeschleust. Dabei arbeitet er mit Detective Calvin Hart zusammen. Browns bester „Kunde“, der Autoschieber Omar, der in Wahrheit ein FBI-Agent ist, wird von ihm in Jimmys Beisein erschossen. Jimmy trug jedoch heimlich ein Diktiergerät und hatte alles aufgezeichnet.
Es gelingt zunächst Brown zu verhaften, jedoch wird Brown kurz darauf aufgrund von Verfahrensfehlern wieder freigelassen.
Er erfährt, dass Jimmy mit der Polizei kooperierte und lässt dessen kleine Tochter bedrohen. Jimmy ist darüber, wie auch über Browns Freilassung erschüttert, macht ihn in seiner Tabledancebar ausfindig und stellt ihn zur Rede.
Es kommt zu einer wüsten Schlägerei zwischen den beiden und dem hinzukommenden Calvin Hart gelingt es erneut Brown festzunehmen.
Der auf seine Aufstiegsmöglichkeiten zum Bundesrichter bedachte Staatsanwalt Frank Zioli beharrt aber weiterhin darauf, ihn nicht  wegen Mordes anzuklagen und ließ auch das verräterische Band mit der Mordaufzeichnung verschwinden.
Jimmy, der aber zuvor ein Gespräch mit Zioli aufgenommen hatte, in dem dieser erklärte, es ginge ihm nur darum, zum Richter aufzusteigen, erpresst ihn nun mit dieser Sprachaufzeichnung sowie mit einer Sprachaufzeichnung, die er während der Schlägerei mit Brown gemacht hat, wo der Mord noch mal thematisiert wurde. Das Ende des Films lässt aber offen, wie Zioli mit der für ihn ausweglosen Situation umgeht.

## Kritiken
- Roger Ebert kritisierte in der Chicago Sun-Times das Drehbuch und die Darstellung von David Caruso.[1]

- Die Redaktion von www.prisma-online.de lobte die Farbdramaturgie und die Präsenz von Nicolas Cage.

## Dies und Das
- Der Thriller wurde in New York City, in New Jersey und in Sing Sing gedreht.
- Der Film brachte an den US-Kinokassen 14,9 Millionen Dollar ein.
- David Caruso wurde als schlechtester neuer Schauspieler für die Goldene Himbeere nominiert (gemeinsam mit seiner Rolle in Jade).